# مانسر (باكستان)
مانسر قرية في ضلع آتك في مقاطعة البنجاب في باكستان. وتقع بالقرب من ضفة نهر السند وفوج آزاد كشمير قريب من هذه القرية.